# Gentile Budrioli
Gentile Budrioli (Bologna, ... – Bologna, 14 luglio 1498) è stata un'astrologa italiana, curatrice ed erborista attiva a Bologna negli ultimi decenni del XV secolo.
Studiosa di astrologia e di erbe medicinali, spesso indicata come strega enormissima, divenne nota tra i contemporanei per la sua grande abilità nella guarigione. Intima amica di Ginevra Sforza, moglie del sovrano bolognese Giovanni II Bentivoglio, il 14 luglio 1498 fu messa al rogo dall'Inquisizione in piazza San Domenico a Bologna con l'accusa di stregoneria.

## Biografia
Gentile Budrioli, figlia di Nicolò Budrioli, nacque in una famiglia benestante di Bologna, anticamente denominata i Mascari. Sposò con una cerimonia sontuosa il ricco notaio Alessandro Rimieri (anche Zimieri, Rainieri o Cimieri), probabilmente figlio di Carlo docente in legge dell'Università di Bologna, e andò a vivere con lui nel Torresotto di Porta Nuova, compreso nella mura del Mille, di fronte alla Basilica di San Francesco a Bologna.
Dal matrimonio nacquero sette figli: tre femmine e quattro maschi, uno dei quali venne chiamato Carlo.

## Formazione e fama
Coltivò il suo interesse per la scienza frequentando le lezioni di astrologia tenute da Scipione Manfredi da Mantova ospite di Tommaso Malvezzi, e apprese le arti curative erboristiche da alcuni frati francescani, tra cui frate Silvestro "che stava in casa di Tommaso di Montecalvo".

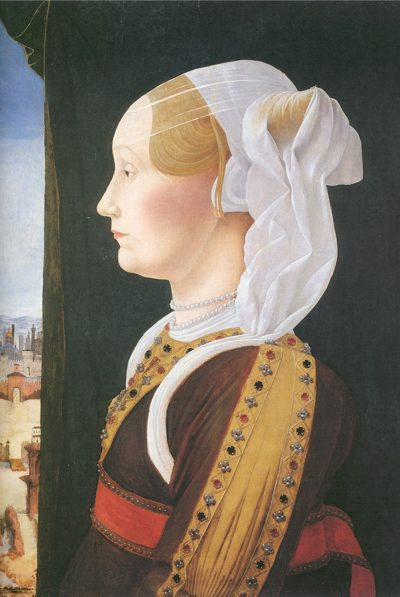
Ginevra Sforza, moglie di Giovanni II Bentivoglio, signore di Bologna

Con il tempo acquisì una grande competenza medica. Tra i suoi pazienti di più alto profilo vi fu Ginevra Sforza (1440-1507), figlia del signore di Pesaro Alessandro Sforza e moglie di Giovanni II Bentivoglio, signore di Bologna, che la fece condurre a Mantova quando si ammalò sua figlia Laura, moglie di Giovanni Gonzaga, capostipite dei Gonzaga di Vescovato.
Gentile e Ginevra divennero rapidamente amiche intime. La competenza di Budrioli e la sua amicizia con la moglie del Bentivoglio le permisero di scalare rapidamente i ranghi della città. Quando riuscì nuovamente a curare e a guarire un figlio del signore di Bologna, Budrioli si attirò i sospetti di essere stata lei stessa a causare la malattia e di essere una "maga scelerata".

### Processo e tortura
Nel 1489 Gentile Budrioli venne arrestata come strega e il suo caso gestito dall'officium inquisitionis di Bologna, di competenza domenicana, attivo dalla fine del XIII. Il processo, i cui verbali sono andati perduti, venne istruito dall'inquisitore Giovanni Cagnazzo da Taggia, e vi partecipò quasi sicuramente Silvestro Mazzolini da Prierio, allora maestro in teologia e poco dopo reggente dello Studio a Bologna. Esso si concluse con la messa al rogo della donna, condannata per aver «guastato et amaliato infinite persone e fattone morire assai».

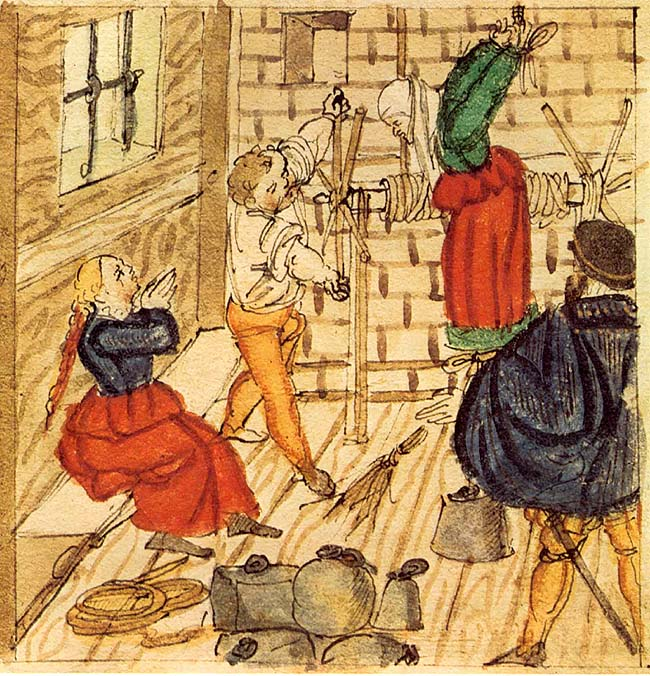
Rappresentazione del XVI secolo della tortura di una strega

L'evento, di una certa eccezionalità, venne riportato nelle cronache bolognesi contemporanee, tra cui il De strigimagarum daemonumque mirandis (1521) dello stesso Mazzolini, l'Historia di Bologna di Fileno dalla Tuata, le Historie di Bologna di Leandro Alberti (1479-1543), la Cronaca di Friano degli Ubaldini.
Nel suo De strigimagarum daemonumque mirandis (1521), nel quale difese la repressione della stregoneria da parte dei membri della Congregazione domenicana della Lombardia, Silvestro Mazzolini da Priero, attivo anche come esorcista (fu autore nel 1502 di un manuale per esorcisti, il Tractatulus de diabolo), scrisse come durante il suo mandato di maestro reggente egli avesse dovuto compiere un esorcismo per liberare dalla possessione demoniaca una nobildonna bolognese vittima da circa un decennio di un incantesimo lanciato su di lei dalla strega "Cimera", poi condannata al rogo.
Nel suo secondo volume della Historia di Bologna, scritto nel 1596 ma stampato solo nel 1657 per l'opposizione del Senato di Bologna, l'erudito e storico Cherubino Ghirardacci, frate agostiniano, scrisse che Gentile Budrioli, dopo essere stata arrestata, confessò di avere ammaliato e causato la morte di diverse persone e di essere stata in procinto di attentare alla vita dello stesso signore Giovanni Bentivoglio; di avere al suo comando 72 diavoli e di aver ceduto anima e corpo al demonio in cambio di due grazie: acquisire ricchezze e "aver grazia con gran maestri e signori". Il diavolo, rispondendole di non poterle donare ricchezze, non possedendole, le avrebbe insegnato l'arte di far ammalare le persone e poi di guarirle, indicandole come, attraverso tale pratica, avrebbe potuto assicurarsi denaro e fama.
Accettata questa offerta, secondo la ricostruzione di Ghirardacci, questa "grandissima incantatrice" avrebbe iniziato a rendere omaggio al demonio, adorandolo "come divino", recandosi a venerarlo alla basilica di San Francesco e accendendo di nascosto, davanti all'altare di San Michele, candele in onore del Maligno. Di notte si sarebbe inoltre recata più volte, "nuda come nacque", nel cimitero dei frati minori, scoperchiando tombe per prelevare teschi e membra dei morti. Erano in suo possesso "dodici sacchette di diverse polveri di membri umani"; quando intendeva "guastare una persona in un membro", lo toccava con la corrispondente polvere. Poco le sarebbe mancato per acquisire l'invisibilità, raggiunta la quale non avrebbe avuto paura "di persona al mondo".
Oltre due secoli dopo, l'artista e letterato di origini genovesi Giovanni Battista Sezanne, nel suo "racconto storico" su Giovanni II del Bentivoglio (1864), citando Ghirardacci, descrisse il caso di questa "infelicissima donna", "barbaramente abbruciata", come frutto della superstizione di tempi in cui lo spirito umano era "suscettibile alle impressioni di quanto sembrava fuori dall'ordine naturale", un periodo in cui "la luce del vero non aveva ancora diffuso i suoi lumi". Soffermandosi sul racconto delle procedure seguite nei processi dell'inquisizione, l'interrogatorio e gli "infami supplici [...] dalla moltitudine ansiosamente richiesti", Sezanne così dipinse il contesto in cui sarebbe avvenuta la confessione della donna:
(G.B. Sezanne, Giovanni II dei Bentivoglio. Racconto storico, Bologna, 1864, pp. 145-146)

### Esecuzione
(Cherubino Ghirardacci, Della historia di Bologna, 1658, p. 295)

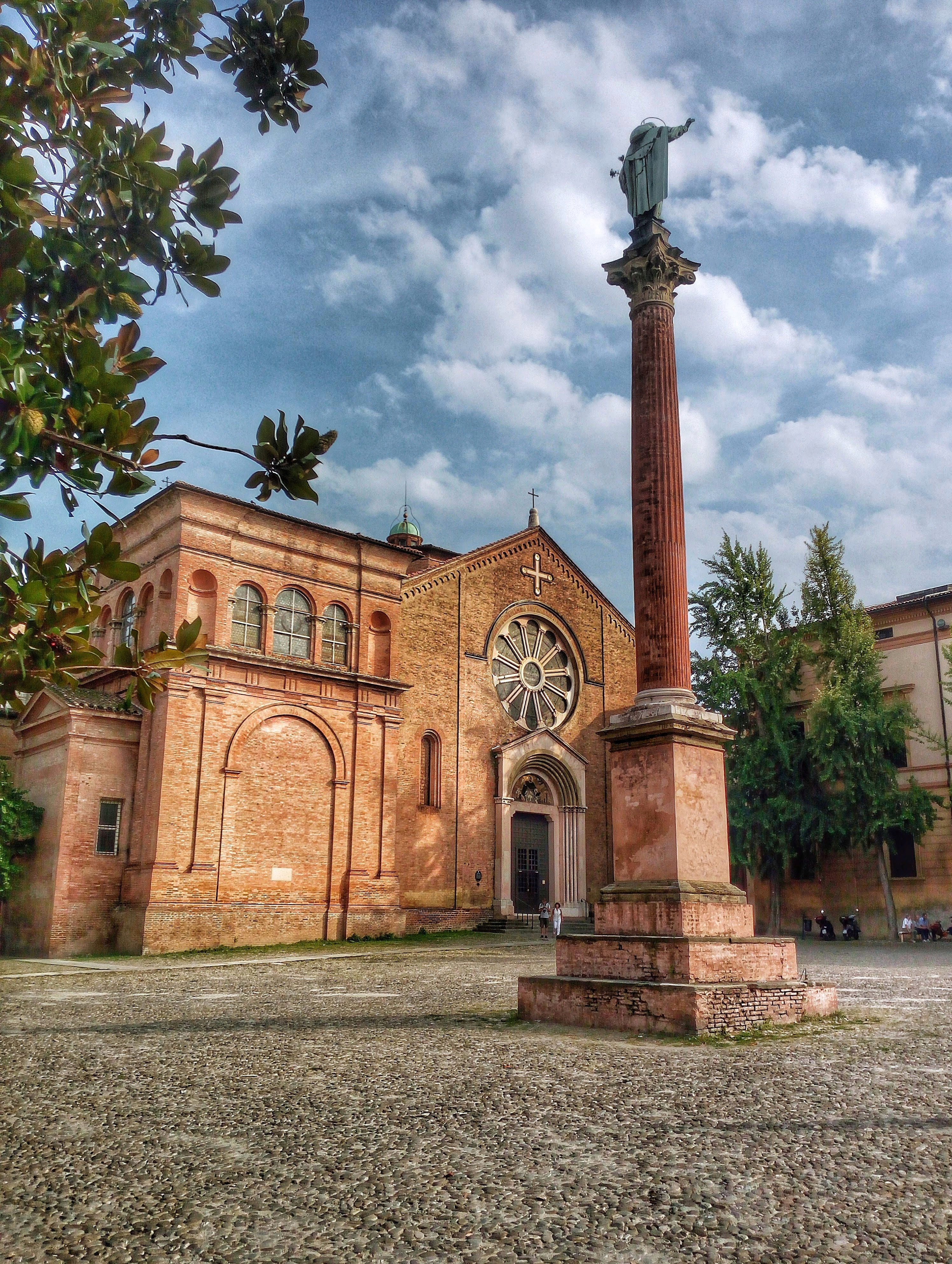
Piazza Sa Domenico nel 2018

La mattina del 14 luglio 1498, Gentile Budrioli venne portata in Piazza San Domenico, di fronte a casa sua, fu legata con le catene a un palo posto al centro della pira e cosparsa di pece. Ghirardacci scrisse che "montò sul palco con tanta franchezza, e senza timore alcuno, che non è uomo, che lo credesse, e quindi fu abbruciata viva tutta".
Gli ufficiali incaricati del rogo avrebbero gettato polvere da sparo sul fuoco per intrattenere gli astanti, molti dei quali si convinsero che le fiamme che si alzavano fossero causate dal diavolo, giunto a recuperare l'anima della strega. Dopo il rogo le ceneri della donna non ricevettero sepoltura, ma furono disperse al vento.
Ginevra Sforza non sarebbe intervenuta per difendere Budrioli, forse temendo che anche lei sarebbe stata punita se lo avesse fatto, e durante l'esecuzione si sarebbe ritirata, piangente, nei pressi della casa dell'amica. Dopo la morte di questa, si prese cura delle sue tre figlie, assicurando ad una di queste una dote, perché conseguisse un buon matrimonio, e collocando a sue spese le altre due nel convento delle suore di San Mattia.

## Inquisitori e caccia alle streghe

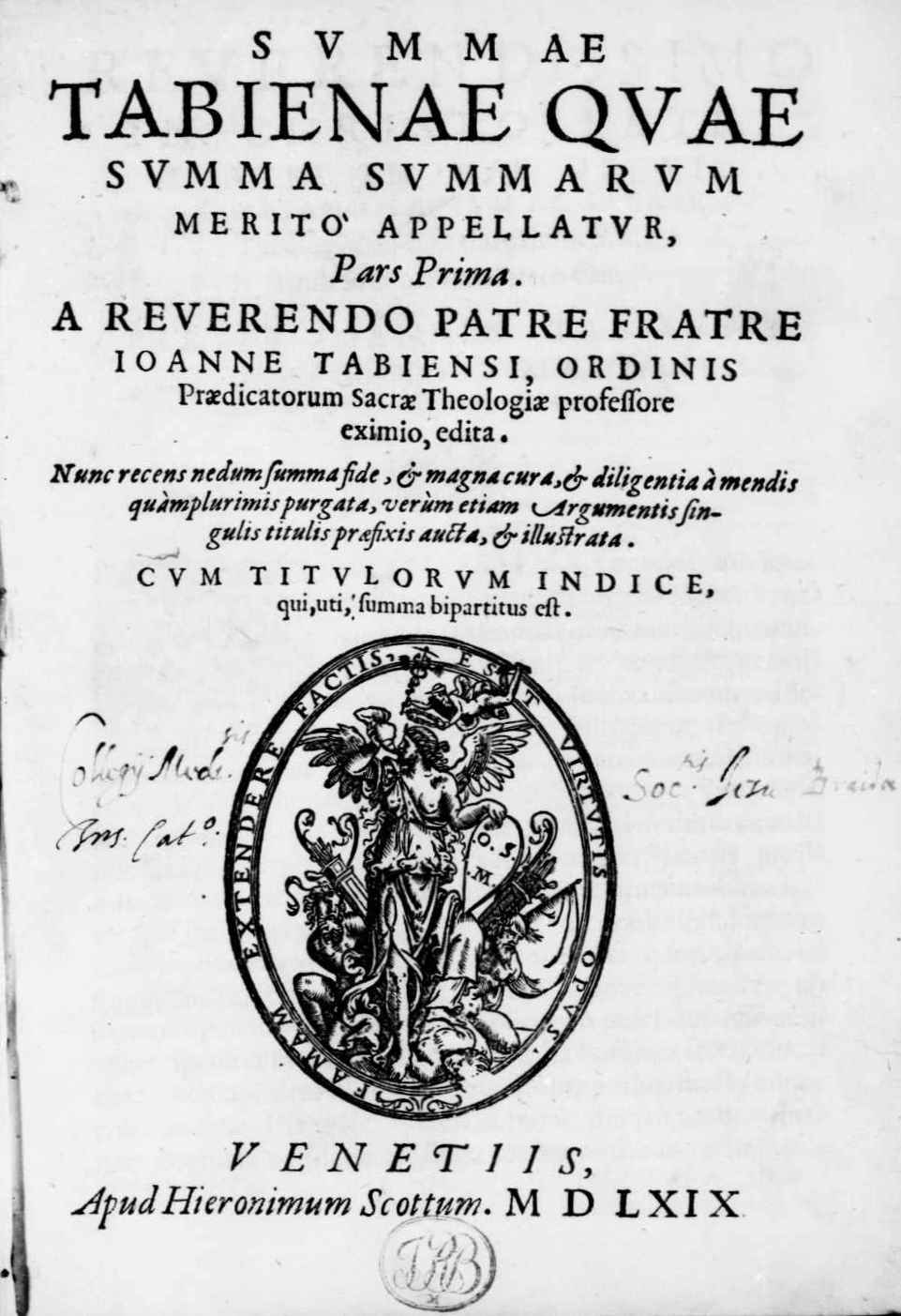
Frontespizio della Summa Tabiena (1569), un'opera di Giovanni Cagnazzo, l'Inquisitore che processò e condannò Gentile Budrioli

Nel 1254 Innocenzo IV con la bolla Licet ex omnibus assegnò all'Ordine dei frati predicatori l'attività inquisitoriale nella "Provincia Lombardiae, a Bononia et Ferraria inclusive usque ad ultimos fines superiorum partium eiusdem Provinciae, ac Marchia Ianuensi", ossia il territorio compreso tra l’attuale Liguria, il Piemonte, la Lombardia ed il bolognese; con la successiva bolla dell'8 giugno 1254, Cum super inquisitione, divise l'Italia in otto circoscrizioni inquisitoriali, affidando il Regno di Sicilia ai domenicani e il restante territorio della penisola - Marca trevigiana, Romagna, Toscana, Marca di Ancona, Umbria, Lazio - alla giurisdizione dell'Ordine dei frati minori.
Nel XV secolo il distretto di Bologna, di competenza domenicana, era il più importante di quelli affidati dal 1474 alla Congregazione Osservante di Lombardia, l'istituzione sotto la quale papa Pio II (1458-1464), fece riunire i conventi domenicani delle due province lombarde create nel 1303 da papa Bonifacio VIII - Lombardia Superiore (sede Milano) e Lombardia Inferiore (sede Bologna). Bologna godeva di un notevole prestigio sia per la presenza nella grande chiesa conventuale della tomba del fondatore dell'ordine, sia perché sede di un importante Studium, integrato nella facoltà teologica dell'Università di Bologna. Esso annoverava tra i suoi docenti e laureati quasi tutti i principali rappresentanti del tomismo rinascimentale ed era ritenuto "il principale vivaio di aspiranti inquisitori dell'Italia rinascimentale". Tra la fine del XV e il XVI secolo il tribunale inquisitoriale di Bologna rappresentò una delle sedi più prestigiose ed ambite.
Il primo inquisitore domenicano di cui è documentata la presenza a Bologna fu Aldovrandino da Reggio, attivo dal 1273. Almeno fino all'inizio del Quattrocento, gli inquisitori che gli succedettero non operarono esclusivamente a Bologna, ma contemporaneamente in più sedi, come Ferrara, Piacenza, Parma. Durante il Rinascimento molti di questi furono anche maestri reggenti dello studium generale di San Domenico e occuparono posizioni di primissimo piano all'interno dell'ordine.
Giovanni Cagnazzo, l'Inquisitore che condannò Gentile Budrioli, venne destinato a questa funzione per la diocesi di Bologna nel 1494 e la mantenne fino al 1513; presiedette la facoltà teologica dell'Università di Bologna tra il 1495 e il 1497 e svolse anche nei due decenni successivi importanti attività accademiche. Nel 1517 mandò in stampa Summa summarum quae Tabiena dicitur, una vasta enciclopedia di teologia morale e di diritto canonico, che consolidò la sua fama come eminente teologo; nel corso del Cinquecento venne ristampata quattro volte. L'opera, fra le prime in lingua italiana a citare esplicitamente il Malleus Maleficarum del frate domenicano Heinrich Kramer, che Cagnazzo conobbe personalmente, contribuì a diffondere la credenza in una setta organizzata di streghe e stregoni eretici.
Lo studio di Michael Tavuzzi sulla tipologia e l'attività degli inquisitori domenicani nell'Italia settentrionale tra la metà del XV e i primi decenni del XVI secolo (periodo nel quale ancora non esisteva l'Inquisizione come organizzazione centralizzata, ma solo inquisitori operanti in aree definite) rileva come a Bologna i predecessori di Cagnazzo, dal 1443 al 1498, anno della messa al rogo di Gentile Budrioli, si fossero occupati solo occasionalmente di casi di stregoneria.
Le condanne, di lieve entità, erogate in quel periodo dagli inquisitori, riguardarono perlopiù casi di pratiche magiche e divinatorie, allora notevolmente diffuse, così come in altri paesi dell'Europa, nello stesso “sottobosco clericale"; coinvolti in queste accuse vi furono frati appartenenti a diversi ordini religiosi: francescani, agostiniani, carmelitani, domenicani, tra cui il prete Niccolò da Verona, il frate servita Giovanni Faelli da Verona, accusati di negromanzia per aver svolto rituali magici ed evocato il demonio al fine di trarne benefici personali.
Sebbene nel 1452 l'inquisitore Pietro da Barcellona avesse fatto costruire un nuovo carcere «ad incarcerandum haereticos et facientes incantationes contra fidem», al quale venti anni dopo vennero aggiunte celle appositamente destinate alle donne, ulteriormente ampliate nel 1482, i provvedimenti di detenzione carceraria comminati risultano poco numerosi.

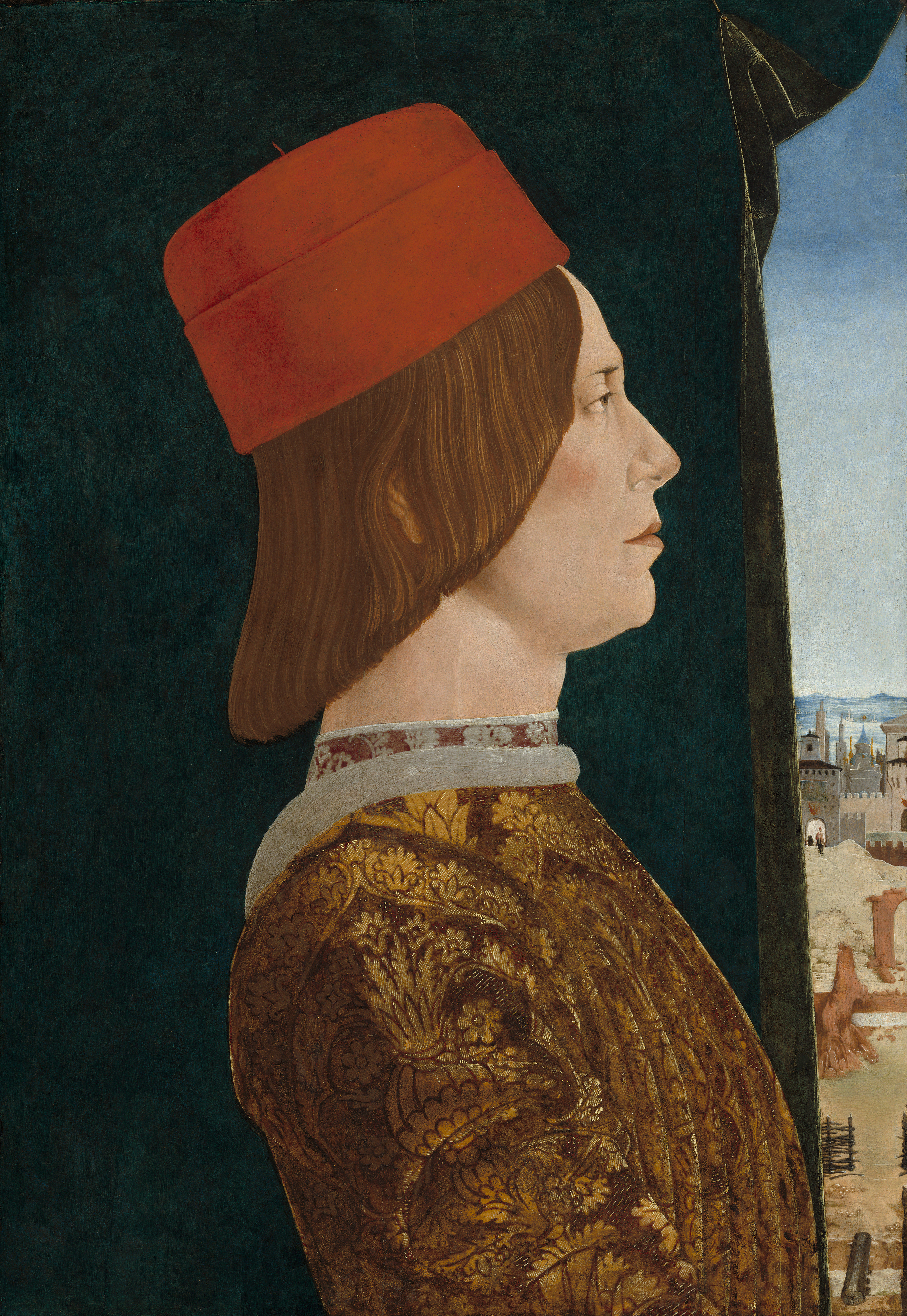
Ercole de' Roberti, Giovanni II Bentivoglio, c. 1474-1477

In quello stesso periodo, in altre zone del nord Italia, "ben oltre un secolo prima che raggiungessero il loro picco nel nord Europa e in aree ben oltre l'influenza dell'Inquisizione romana", l'impegno degli inquisitori contro le streghe avrebbe avuto esiti molto diversi, soprattutto da un punto di vista quantitativo: nella seconda metà del XV secolo e fino ai primi due decenni del Cinquecento, sei frati della Congregazione della Lombardia responsabili dei distretti di Brescia, Bergamo, Mantova, e dal 1505 di Como, si sarebbero distinti come "infaticabili cacciatori di streghe": tra il 1460 e il 1482 il solo frate inquisitore Niccolò Constantini da Biella, del distretto di Vercelli, Ivrea, Novara e Como, secondo quanto riportato dall'inquisitore domenicano Cipriano Uberti da Ivrea nella sua Tavola delli Inquisitori (1586), avrebbe condannate al rogo oltre trecento streghe e stregoni.

## Ipotesi sulla condanna di Budrioli
Quello di Gentile Budrioli viene definito da Tavuzzi un caso particolare, privo di elementi caratterizzanti lo stereotipo della strega e l'interpretazione diabolica della stregoneria sostenuta dagli inquisitori domenicani, come il sabba, i rapporti sessuali col demonio, il volo notturno, la capacità di mutare forma e l'appartenenza ad una congrega. L'accusa di stregoneria che venne mossa alla donna si concentrò sul contratto stabilito con il diavolo e sull'esecuzione di magie malevoli (maleficium): Ghirardacci definì la moglie di "Alessandro Riniero" una "grandissima incantatrice, la quale sagrificava al demonio. [...] Ella haveva col demonio tanta familiarità, come del più caro amico che potesse havere, et egli in tutte le cose era ubbidientissimo". Ciò che determinò il suo arresto sarebbe stato tuttavia il sospetto che avesse causato la malattia di un figlio di Bentivoglio.
Accrediterebbe l'ipotesi di una condanna "anomala", non determinata dagli aspetti "eretici" riconducibili alla stregoneria, la vicenda riportata da Tavuzzi, e presente nelle cronache di Ghirardacci, che ebbe per protagonista nel 1497, l'anno prima della messa al rogo di Budrioli, il medico Gabriele da Salò. Arrestato, processato e condannato al rogo per eresia dallo stesso Cagnazzo (l'accusato negava la presenza reale nell'eucaristia e la divinità di Cristo, e affermava che questi era stato crocifisso per i suoi misfatti e peccati), grazie ai suoi stretti legami con la famiglia Bentivoglio, il medico si vide infliggere solo una lieve pena e fu liberato, dopo che i frati vennero minacciati dal "protonotario e Alessandro fratelli de' Bentivogli [...] che subito glielo mandassero, altrimenti glielo andariano a torre per forza".
Riprendendo Tavuzzi, anche lo studioso di storia medievale Riccardo Parmeggiani, autore di diverse ricerche sui movimenti ereticali e sull'Inquisizione, riportando il caso di Budrioli sostiene che la sua esecuzione sarebbe stata ordinata per aver attentato alla vita di membri della famiglia Bentivoglio, più che per le sue attività negromantiche.

### Conflitto tra gli ordini mendicanti
Un'ulteriore ipotesi sulle motivazioni che avrebbero condotto l'inquisitore Cagnazzo a mandare al rogo Gentile Budrioli, è stata formulata dalla studiosa israeliana Tamar Herzig nel suo studio The Demons and the Friars: Illicit Magic and Mendicant Rivalry in Renaissance Bologna (2011), nel quale tale condanna è stata messa in relazione con il conflitto, sorto fin dai primi decenni dall'istituzione a Bologna dell'officium inquisitionis, tra gli inquisitori domenicani e i frati carmelitani.

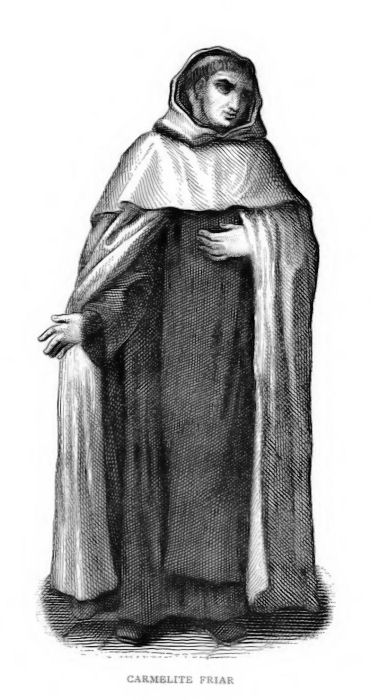
L'abito carmelitano

Secondo Herzig, la repressione avviata nella seconda metà del XV secolo dagli inquisitori bolognesi contro le pratiche magiche e negromantiche praticate da frati e chierici, avrebbe progressivamente aumentato le reazioni ostili nei confronti dell'attività dei domenicani sia all'interno dell'ambiente ecclesiastico che del potere politico.
Il primo segnale si sarebbe manifestato nel 1451, quando una banda di uomini armati inviati da Achille Malvezzi, membro di una delle famiglie più potenti di Bologna, liberò prima della sua esecuzione il prete Nicolò da Verona condannato al rogo dall'inquisitore Corrado di Germania per aver invocato i demoni e usato i sacramenti in pratiche magiche. Circa due decenni dopo, il procedimento contro il guaritore carmelitano, esorcista e negromante Antonio Giacomo de' Cacciaguerra, avviato dall'inquisitore domenicano Simone da Novara, lo stesso che nel 1468 aveva condannato come eretico e stregone il priore del Convento dei Servi di Maria Giovanni Faelli da Verona, "invocatore di demoni", avrebbe fatto esplodere i conflitti tra i due ordini mendicanti, indebolendo ulteriormente l'autorità degli inquisitori.
L'atteggiamento condiscendente verso le pratiche magiche e l'dea che l'invocazione dei demoni non dovesse ritenersi segno di eresia né fosse incompatibile con lo stile di vita religioso vennero sostenuti dai superiori di Cacciaguerra della Congregazione carmelitana di Mantova, sotto la cui giurisdizione si trovava allora il convento bolognese di San Martino, e dai loro mecenati, fra cui Ludovico II Gonzaga, marchese di Mantova, devoto patrono della Congregazione dei Carmelitani e noto praticante di arti magiche.
Indotto a intervenire in questa controversia, il papa Sisto IV nel 1473 con la bolla Nuntiatum est nobis inviò due commissari apostolici perché indagassero sulle presunte voci che riguardavano i frati carmelitani; la vicenda si concluse con l'assoluzione del Cacciaguerra e la sconfitta dell'inquisitore Simone da Novara e della sua lotta per affermare la condanna ufficiale della Chiesa della magia demoniaca.
Secondo Herzig la rivalità nata tra gli ordini mendicanti, la solidarietà all'interno dell'ordine dei carmelitani e l'opposizione di potenti ecclesiastici, fra cui Francesco Gonzaga, figlio del marchese di Mantova, divenuto vescovo di Bologna nel 1476, avrebbero plasmato l'attività degli inquisitori bolognesi nei decenni successivi, facendoli desistere dall'intentare azioni contro membri religiosi sospettati di stregoneria o di magia demoniaca.
Nel 1498, circa due decenni dopo, quando venne ripresa la repressione della magia illecita, l'inquisitore Giovanni Cagnazzo di Taggia, che stava indagando su una congiura demoniaca "per distruggere Bentivogli", individuati come responsabili un gruppo di francescani negromanti e dei laici loro complici, avrebbe preferito "probabilmente per la prima volta nella Bologna quattrocentesca" condannare al rogo la guaritrice laica "Gentile Cimitri", priva di una rete di sostenitori, e non i frati - appartenenti ad un ordine mendicante rivale - che le avevano insegnato i riti demoniaci. Secondo quanto riportato dal giovane Leandro Alberti (1479–ca. 1552) che nell'estate del 1498 si trovava a Bologna e poté consultare gli atti dell'indagine di Cagnazzo, alcuni di questi frati sarebbero stati condannati all'ergastolo, altri banditi da Bologna.
Dalle fonti archivistiche consultate, Herzig avrebbe inoltre appreso che il figlio di Cimitri, Carlo, venne condannato a quindici anni di carcere come complice della madre, "mentre altre due laiche, Costanza Barbetta (f l. 1498–1518) e Giulia di Bologna (f l. 1498–1519), furono bandite dalla città e si stabilirono nella vicina Modena".
Nel corso del Cinquecento, conclude Herzig, a Bologna sarebbero state mandate al rogo con l'accusa di magia demoniaca o stregoneria quattordici persone, otto donne e sei uomini; l'esecuzione di Gentile Budrioli nel 1498 avrebbe aperto in città una nuova era di processi per stregoneria e di esecuzioni pubbliche per le invocatrici e gli invocatori di demoni.

### Altre letture
- Alfonso D'Amato, I domenicani a Bologna. 1, 1218-1600, Bologna, Studio domenicano, 1988, OCLC 955333936.
- Andrea Del Col, L’Inquisizione in Italia dal XII al XXI secolo, Milano, Mondadori, 2006, ISBN 9788804534334.
- Guido Dall'Olio, L'attività dell'Inquisizione di Bologna dal XVI al XVIII secolo, in Adriano Prosperi (a cura di), Storia di Bologna, vol. 3/II, Bologna nelletà moderna (secoli XVI-XVIII). Cultura, istituzioni culturali, Chiesa e vita religiosa, Bologna, Bononia University Press, 2008,  pp. 1097-1176.
- Adriano Prosperi, Vincenzo Lavenia e John A. Tedeschi (a cura di), Dizionario storico dell'Inquisizione, 4 voll., Pisa, Edizioni della Normale, 2010.
- Giovanni Romeo, Inquisitori, esorcisti e streghe nell’Italia della Controriforma, Firenze, Sansoni, 1990.